# Lasite (sockenhuvudort i Kina, Xinjiang Uygur Zizhiqu, lat 47,89, long 88,11)
Lasite (kinesiska: 拉斯特, 拉斯特乡) är en sockenhuvudort i Kina. Den ligger i den autonoma regionen Xinjiang, i den nordvästra delen av landet, omkring 460 kilometer norr om regionhuvudstaden Ürümqi. Antalet invånare är 4 269. Befolkningen består av 1 928 kvinnor och 2 341 män. Barn under 15 år utgör 14,0 %, vuxna 15-64 år 78 %, och äldre över 65 år 7,0 %.
Runt Lasite är det glesbefolkat, med 15 invånare per kvadratkilometer. Närmaste större samhälle är Altay, 5,0 km söder om Lasite. Trakten runt Lasite består i huvudsak av gräsmarker.
Genomsnittlig årsnederbörd är 280 millimeter. Den regnigaste månaden är juli, med i genomsnitt 42 mm nederbörd, och den torraste är februari, med 9 mm nederbörd.